# Jean-Pierre Milovanoff
Jean-Pierre Milovanoff (ur. 15 lipca 1940 w Nîmes) – francuski pisarz, poeta, dramaturg i powieściopisarz.
Urodził się w mieszanej, francusko-rosyjskiej rodzinie. Studiował w Montpellier i na paryskiej Sorbonie. Mieszkał w Tunezji, był wykładowcą uniwersyteckim, w latach 1978–1993 współpracował z radiem France Culture.
Jest autorem wystawianych w teatrze dramatów (m.in. Squatt i Ange des peupliers) oraz szeregu powieści (La Splendeur d’Antonia 1996, Le Maître des paons 1997, L’Offrande sauvage 1999). Wydana w 2002 La Mélancolie des innocents została uhonorowana nagrodą francuskiej telewizji, w Polsce ukazała się w roku następnym pod tytułem Melancholia niewiniątek.